# Yves Tanguy
Yves Tanguy (ur. 5 stycznia 1900 w Paryżu, zm. 15 stycznia 1955 w Woodbury w stanie Connecticut) – amerykański malarz pochodzenia francuskiego, samouk.
W latach 1918–1920 był marynarzem na statkach handlowych. W 1923 pod wpływem obrazów Giorgia de Chirico postanowił zająć się malarstwem. W 1925 związał się z grupą surrealistów, skupioną wokół Andre Bretona, który stał się wielkim admiratorem jego malarstwa. W 1939 wyemigrował do USA.
Tanguy w swoich obrazach przeważnie przedstawiał wizje fantastycznych przestrzeni, przypominających widoki dna morskiego pokrytego amorficznymi tworami (Geneza 1926, Mamo, tata jest ranny 1927, Dni powolności 1937) lub form geologicznych (Wielokrotność łuków 1937). Malarstwo Tanguy’ego charakteryzowało się niezwykłą precyzją w przedstawianiu niemal rzeźbiarsko modelowanych kształtów.